# 浮宮魅影
《浮宮魅影》是一部2001年的法國奇幻恐怖片，由尙·保羅·沙羅美導演，蘇菲·瑪索、米高·史華特、費特烈·迪費度和茱莉·姬絲蒂等主演。編劇包括導演本人、丹妮兒·湯浦森和謝洛美·桐奈爾，故事講述一個被古埃及木乃伊的靈魂附身的女子（蘇菲·瑪索 飾），劇情大致基於法國作家亞瑟·班奈德發表於1927年的小說《貝爾斐》改編而來。此片是第三次改編這部小說的影視作品，之前的改編有1927年與原著小說同名的默片和1965年的四集迷你電視劇。《浮宮魅影》是第一部在羅浮宮這座聞名世界的博物館內取景攝製的故事片。

## 主要角色
- 蘇菲·瑪索 飾 莉莎
- 米高·史華特（英语：Michel Serrault） 飾 韋納克
- 費特烈·迪費度（英语：Frédéric Diefenthal） 飾 馬田
- 茱莉·姬絲蒂 飾 葛蘭妲·史龐德
- 里安·艾貝蘭斯基（西班牙语：Lionel Abelanski） 飾 西蒙涅
- 茱麗葉·葛蕾柯（英语：Juliette Gréco） 飾 墓園裏的女人[4]

## 外部連結
- 互联网电影数据库（IMDb）上《浮宮魅影》的资料（英文）
- AllMovie上《浮宮魅影》的资料（英文）
- 爛番茄上《浮宮魅影》的資料（英文）
- Yahoo!奇摩電影上《惡靈魔咒》的頁面 （繁體中文）
- 開眼電影網上《惡靈魔咒 （页面存档备份，存于）》的資料 （繁體中文）
- 香港外語電影資料網上《浮宮魅影 （页面存档备份，存于）》的資料 （繁體中文）